# López-Nunatak
Der López-Nunatak (in Chile Picachos Teniente López) ist ein steilwandiger und 275 m hoher Nunatak aus Granit auf Greenwich Island im Archipel der Südlichen Shetlandinseln. Er ragt 1,8 km südöstlich des Ash Point in den Breznik Heights auf.
Teilnehmer der 1. Chilenischen Antarktisexpedition (1946–1947) benannten ihn 1947 nach Sergio López Angulo, Kommunikationsoffizier auf dem Schiff Iquique bei dieser Forschungsreise. 